# Pyura irregularis
Pyura irregularis is een zakpijpensoort uit de familie van de Pyuridae. De wetenschappelijke naam van de soort is voor het eerst geldig gepubliceerd in 1881 door Herdman.